# 2006 en Lorraine
Chronologie de la Lorraine
- 2002
- 2003
- 2004
- 2005
- 2006
- 2007
- 2008
- 2009
- 2010

Cette page est une liste d'événements qui se sont produits durant l'année 2006 en Lorraine.

## Éléments de contexte
- En 2006, 2007, 2008 et 2010, Nancy a été élue « ville la plus agréable de France » par le magazine Le Nouvel Observateur.

- L'industrie automobile occupe 20 000 salariés dans la région, principalement en Moselle[1].

## Événements

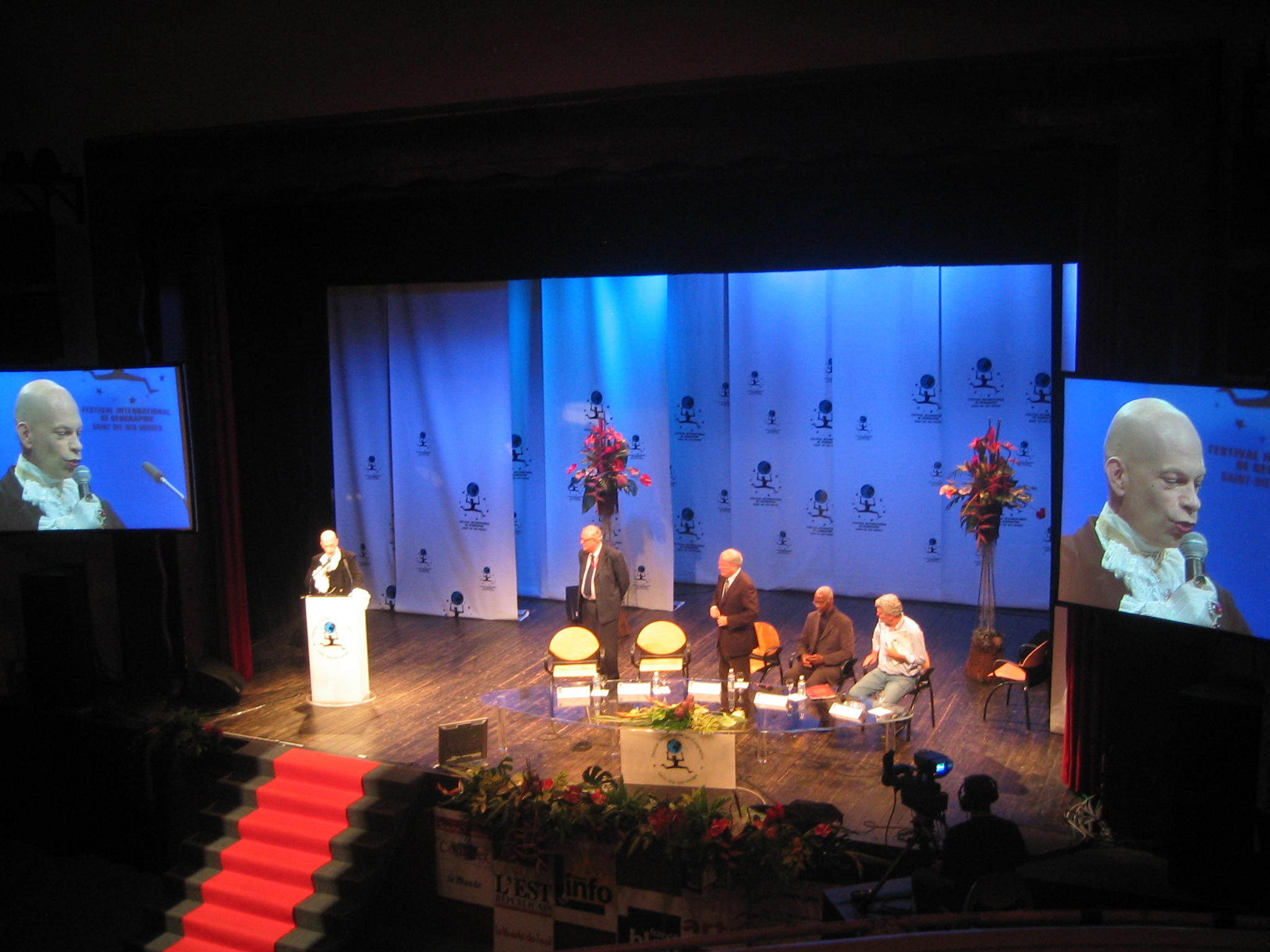
Cérémonie de clôture du Festival International de la Géographie 2006

- Diffusion sur France 2 de Le Temps de la désobéissance, téléfilm français de Patrick Volson. Il relate les événements de la rafle manquée de Nancy, pendant la Seconde Guerre mondiale et l'occupation nazie.
- L'ASNL remporte la coupe de la ligue de football.

- Sortie de Indigènes (ou en arabe : بلديون), film algéro-belgo-franco-marocain[2] réalisé par Rachid Bouchareb, partiellement tourné dans le département des Vosges (Fontenoy-le-Château, Bains-les-Bains [3]).

- Tournage à Jœuf de Le Cri mini-série de Hervé Baslé[4].
- Tournage à Pont-à-Mousson du film L'Intouchable de Benoît Jacquot[5]
- Tournage à Verdun et Douaumont de Die Hölle von Verdun téléfilm de Stefan Brauburger (de)[6].
- Tournage à  de Le Cri, mini-série de Hervé Baslé[4].
- Handball Metz Moselle Lorraine remporte le titre national de handball féminin et la Coupe de la Ligue française de handball féminin..
- Mise en service à Nancy de l'Institut Régional de Médecine Physique et de Réadaptation[7].

### Janvier

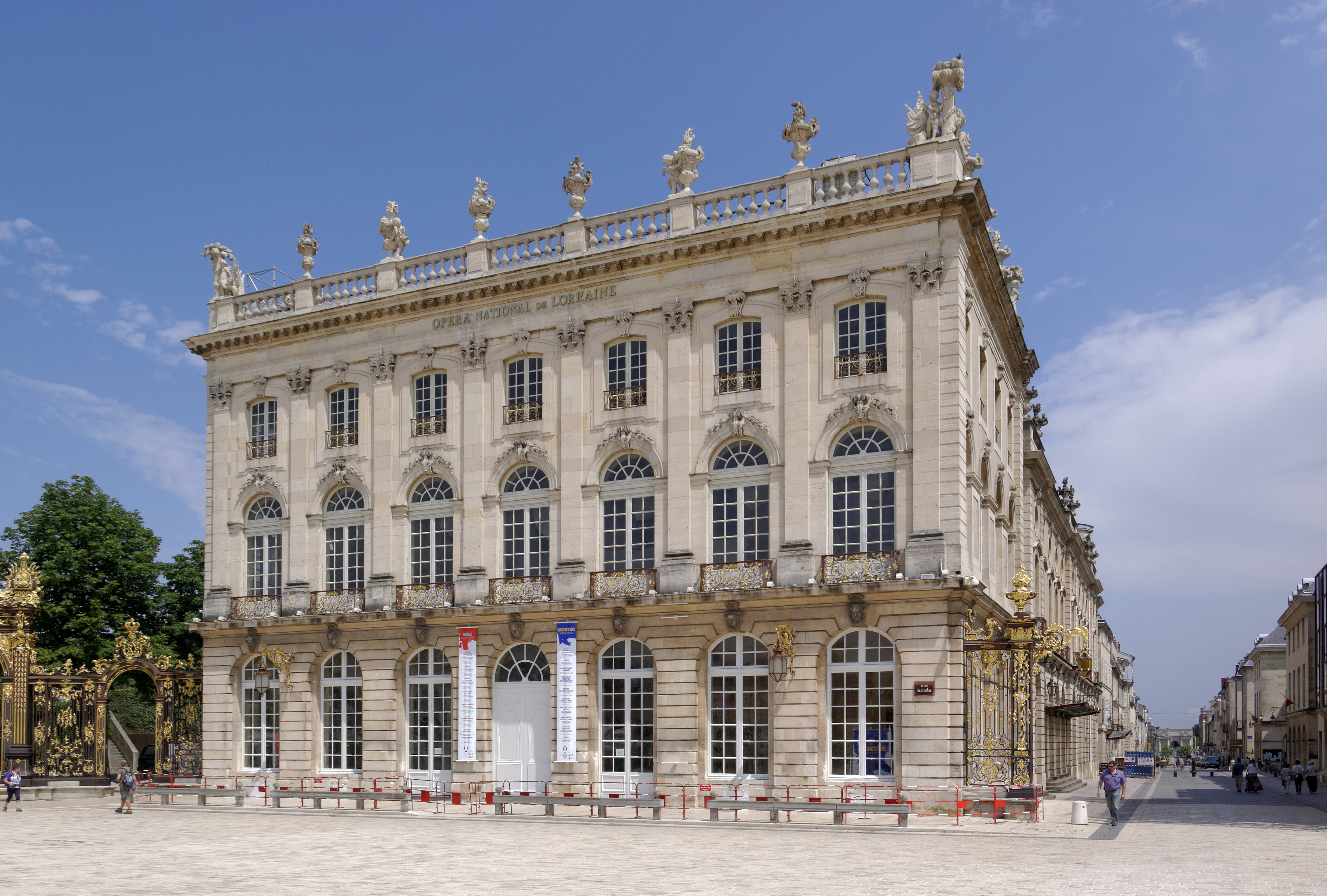
Opéra National de Lorraine.

- 1 janvier : l’Opéra de Nancy et de Lorraine prend le statut d’opéra national en région et devient L’Opéra national de Lorraine[8].
- 5 janvier : Jacques Chirac présente ses vœux aux fonctionnaires à Metz[8].

### Mars
- Les campus de Metz et Nancy sont bloqués par des étudiants mobilisés contre le Contrat première embauche[8].

### Juin
- 3 juin à Metz : quatrième marche des fiertés LGBT (Gay pride) [9].
- 6 juin : au décès de Gérard Léonard, Patricia Burckhart-Vandevelde élue députée suppléante de  le 16 juin 2002, pour la XIIe législature (2002-2007), dans la 2e circonscription de Meurthe-et-Moselle, lui succède jusqu'en 2007. Elle fait partie du groupe UMP.
- 23 au 25 juin : 51ème Rallye de Lorraine remporté par Armando Pereira et Karine Géhin sur une Peugeot 206 WRC[10].

### Août
- Hafida Berhilia est élue reine de la mirabelle[11].

### Septembre
- 28, 29, 30 septembre et 1 octobre : Festival international de géographie, à Saint-Dié-des-Vosges, sur le thème : Les géographes redécouvrent les Amériques.

### Octobre

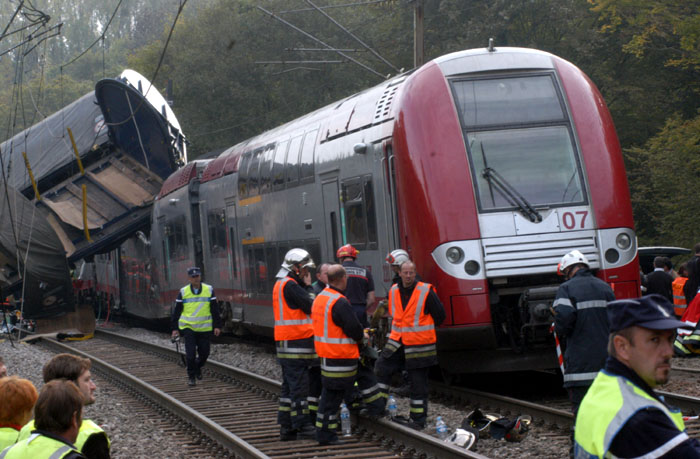
Accident ferroviaire de Zoufftgen

- Annonce des accidents de radiothérapie à Épinal ayant eu lieu entre mai 2004 et mai 2005 dont le bilan est d'un mort et 22 surirradiés[12].
- 11 octobre : accident ferroviaire de Zoufftgen. À 11 h 44[13] à Zoufftgen en Moselle, à 36 mètres de la frontière entre le Luxembourg et la France, au point kilométrique 203,720 de la ligne Metz - Zoufftgen (axe ferroviaire Luxembourg - Bâle), une collision frontale entre deux trains  fait six morts et deux blessés graves.

### Novembre
- 7 novembre : début des travaux du  Centre Pompidou Metz [14].

## Inscriptions ou classement aux titre des monuments historiques

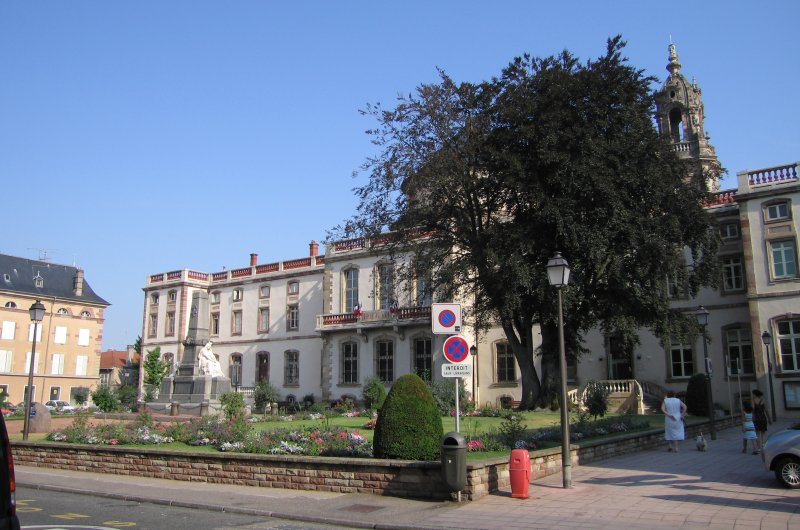
Hôtel abbatial Saint-Rémy devenu Hôtel de Ville de Lunéville

- En Meurthe-et-Moselle : Hôtel abbatial Saint-Rémy de Lunéville[15]; Manège des Gendarmes rouges à Lunéville[16];

## Décès

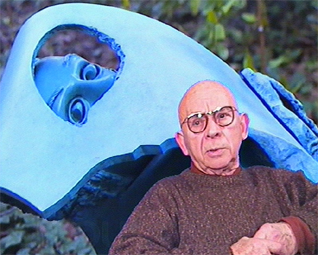
Jean-Robert Ipoustéguy en 1995

- 8 février : Ipoustéguy, de son vrai nom Jean Robert, né le 6 janvier 1920 à Dun-sur-Meuse dans la Meuse, sculpteur et peintre français.
- 4 mars à Forbach : Roman Grzegorz Ogaza[17], né le 17 novembre 1952 à Katowice (Pologne) , footballeur international polonais.
- 21 mars à Nancy : Gérard Rousselot (né le 30 septembre 1941 à Saint-Martin-Labouval (Lot)), dirigeant de football français, président de l'ASNL.
- 24 mars à Vandœuvre-lès-Nancy: René Gendarme[18], né le 27 décembre 1920 à Charleville, économiste français. Professeur agrégé et expert auprès de la CEE et de la CNUCED, il a été très actif par ses interventions sur le terrain et par ses convictions. Il fut l'animateur et le président pendant vingt ans de l'Association Tiers Monde (ATM), et il a codirigé pendant vingt-deux ans la revue Mondes en développement.
- 11 avril à Marange-Silvange : Raymond Battiston, footballeur français, né le 17 avril 1924 à Vouziers[19] (Ardennes). Il joue au poste d'arrière ou milieu, du début des années 1940 au milieu des années 1950. Il est l'oncle paternel de l'international français Patrick Battiston.
- 15 mai à Nancy : Roger Viry-Babel, né le 19 janvier 1945 à Mirecourt, universitaire et un cinéaste français. Pionnier de l'enseignement de l'audiovisuel à l'université, il a consacré sa vie à lier un travail cinéphilique, pédagogique et régionaliste. Il se définissait comme un saltimbanque.
- 21 mai  à Remiremont: Pierre Bastien, né le 13 avril 1924 à Ban-de-Laveline (Vosges), est un médecin français. Il s'est fait connaître par ses recherches personnelles et controversées sur l'intoxication par les champignons du genre amanite[20].
- 6 juin à Vandœuvre-lès-Nancy : Gérard Léonard[21], né le 1er juillet 1945 à Lyon (Rhône) , homme politique français, maire de Saint-Max durant 22 années.
- 16 juillet  à Nancy : Jean-Claude Berthon, né à Avignon le 26 janvier 1942, journaliste et homme de presse français.
- 3 décembre à Thionville : Théo Olivarez (né à Metz, le 29 janvier 1924), footballeur français qui évoluait au poste de gardien de but.
- 31 décembre à Nancy : Jean Chassard, né à Fraize (Vosges) le 27 juin 1912 , professeur de littérature allemande. Seul ou en collaboration avec son collègue Gonthier Weil, il est l'auteur de nombreux manuels de langue allemande utilisés dans la seconde moitié du XXe siècle.